# Dendermonde Rugby Club
Dendermonde Rugby Club (DRC) is een Belgische rugbyclub uit Dendermonde. Ze is actief in de eerste divisie van het Belgische rugby.

## Historiek
De club werd aan het einde van de jaren 70 opgericht. Voordien was er al rugby-activiteit in de gemeente, met name S.O.S Sint-Gillis (jaren '60) en RC Alfa (jaren '70), telkens onder impuls van de grondlegger van het Dendermondse rugby, Paul De Visscher. Een nieuw initiatief in combinatie met jeugdhuis Zenith, gelegen in de Otterstraat, bleek wel de nodige kritische massa op te leveren om een definitief levensvatbare club te stichten. In 1983 maakte de club zich los van het jeugdhuis. Lange tijd werd het sociale luik van de vereniging beleefd in de eigen cafetaria "Den Otter", eveneens in de Otterstraat. In 1992 verhuisde men naar zelf gebouwde lokalen langs de speelterreinen in de Van Langenhovestraat.
De club heeft momenteel meer dan 450 actieve leden. Ze heeft ploegen in alle jeugdcategorieën, van U6 tot U18. Sinds 1984 is er tevens een vrouwenploeg.
Op zaterdag 5 mei 2012 heeft Dendermonde als eerste Vlaamse club ooit de Belgische rugbybeker op zijn naam geschreven. De Oost-Vlamingen versloegen in de finale op de kleine Heizel het Waalse Frameries met duidelijke 23-6-cijfers.
Een week later, op zaterdag 12 mei, behaalde Dendermonde voor het eerst de nationale titel. De Oost-Vlamingen versloegen ex-landskampioen Kituro Schaarbeek RC met 20-6. En alsof het niet genoeg was veroverden ook de dames van Dendermonde opnieuw de titel door RC Leuven verdiend te verslaan met 27-12. 
In het seizoen 2012/2013 kroonden de vrouwen, de Gazellen, van Dendermonde zich op de Heizel tot landskampioen door Bosvoorde te kloppen met 28-7. De mannen verloren van ASUB Waterloo met 28-15. De Gazellen werden reeds voor het derde jaar op rij kampioen van België. Het daaropvolgende seizoen deed Dendermonde zelfs nog beter door te winnen in de Super Cup van Leuven, dat jaar de bekerwinnaar. Datzelfde Leuven werd verslagen in de finale van de beker van België. De finale van seizoen 2013/2014 werd gewonnen van Leuven met 14-24.

## Clubkleuren
- Trui: 	groen - geel - zwart
- Broek: 	Zwart
- Kousen: 	zwart met groen-gele streep

## Terreinen
De terreinen zijn gelegen aan de sportaccommodatie van de deelgemeente Sint-Gillis aan de Van Langenhovestraat.

## Flanders Open Rugby toernooi
Sinds 1993 organiseert DRC een toernooi, de Flanders Open Rugby. Het is toegankelijk voor binnen- en buitenlandse clubs.

## Palmares

### Heren
- Landskampioen: 2012, 2016, 2017, 2018, 2023, 2024 en 2025
- Vice-Landskampioen: 1997, 2002, 2003, 2004 en 2013

- Beker van België: 2012 en 2016
- Finalist Beker van België; 1989 en 2010
- Laureaat Beker van Vlaanderen: 1990, 1991, 1992, 1993, 1994, 1995, 1996, 1997, 1998, 1999, 2001, 2002, 2003, 2004, 2005, 2006 en 2011

- Promotie van 5de naar 4de (1981)
- Promotie van 4de naar 3de (1983)
- Promotie van 3de naar 2de (1984)
- Promotie van 2de naar 1ste (1987)

### Dames
- Landskampioen: 2005, 2007, 2011, 2012, 2013, 2014, 2015 en 2018
- Vice-kampioen: 2002, 2006 en 2016

- Beker van België: 2014 en 2016
- Laureaat Beker van Vlaanderen: 2011

## Bekende (ex-)spelers
- Loes Hubrecht